# Baket II.
Baket II. war ein lokaler Fürst im Alten Ägypten zur Zeit der 11. Dynastie. Sein Haupttitel war Großes Oberhaupt des Säbelantilopengaues. Er war damit Gaufürst in dieser Provinz. Baket ist vor allem von seinem Grab in Beni Hasan (Nr. 33) bekannt. Es handelt sich um ein Felsengrab mit einer ausgemalten, in den Fels gehauenen Kultkapelle. Die Malereien sind heute sehr verschmutzt und bisher nicht gereinigt worden, weshalb das Dekorationsprogramm des Grabes nur schlecht bekannt ist. Auf einer Wand ist Baket bei der Jagd dargestellt. Auf einer anderen Wand befindet sich eine Scheintür, die auch Angaben zu den Eltern von Baket liefert. Der Vater von Baket II. war Baket I., der auch Amtsvorgänger war, seine Mutter hieß Thotqai. Die chronologische Einordnung von Baket I. wird in der Forschung kontrovers diskutiert. Er wurde zunächst in die Erste Zwischenzeit gesetzt. Die neuere Forschung bevorzugt eine Datierung in die 11. Dynastie (um 2020 v. Chr.). Die Grabkammer seine Felsgrabes ist bemerkenswert, da sie dekoriert ist. In der Grabkammer fand sich ein gut erhaltenes Skelett, bei dem es sich wahrscheinlich um Baket II. handelt. Demnach war er zum Zeitpunkt seines Todes etwa 25 bis 35 Jahre alt, etwa 176 cm groß. Er scheint gesund gewesen zu sein. Seine Todesursache konnte nicht festgestellt werden.